# Anoplodactylus jonesi
Anoplodactylus jonesi is een zeespin uit de familie Phoxichilidiidae. De soort behoort tot het geslacht Anoplodactylus. Anoplodactylus jonesi werd in 1974 voor het eerst wetenschappelijk beschreven door Child. 